# Rookie (Aqua)
Rookie è un singolo del gruppo musicale pop danese Aqua, pubblicato il 22 giugno 2018, a distanza di sette anni dal loro ultimo singolo e con la nuova formazione a tre.

## Descrizione
Il brano, uscito per tutte le piattaforme online, è stato annunciato il giorno stesso sulla loro pagina Facebook.

## Video musicale
Il videoclip, pubblicato il 28 giugno 2018 sul canale Vevo-YouTube del gruppo, vede alternarsi immagini del backstage ed esibizioni dal vivo dove il gruppo esegue il brano. Il video è stato diretto e girato dal danese Nikolaj Gyldenløve.

## Tracce
Download digitale
1. Rookie – 2:43